# Ielena Belova
Ielena Belova   (Magnitogorsk, 25 de juliol de 1965) és una biatleta russa que va competir durant la dècada de 1990.
El 1992 va prendre part en els Jocs Olímpics d'Hivern d'Albertville on va disputar dues proves del programa de biatló. En ambdues curses, l'esprint i el relleu 3x7,5 quilòmetres guanyà la medalla de bronze. En aquesta darrera prova va compartir equip amb Anfisa Reztsova i Yelena Melnikova.
En el seu palmarès també destaquen dues medalles d'or, una de plata i dues de bronze al Campionat del món de biatló.